# Inca Roca

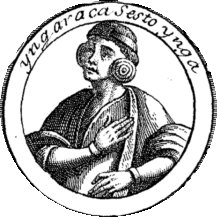

Inca Roca, in peruanischer Quechua-Schreibung Inka Ruq'a, war der sechste Herrscher des Königreichs von Qusqu (Cusco) und der erste mit dem Titel Inka (etwa um das Jahr 1350).
Inka Ruq'a konnte bereits auf eine gesicherte Herrschaft der Inkas über ganz Qusqu bauen. Er zählte sich als erster Inka-Herrscher zu Hanan Qusqu (Ober-Cuzco), wahrscheinlich weil seine Mutter Cusi Chimbo (Kusi Chimpu) von dort kam. Eine Rebellion des Adels von Hanan Qusqu soll diesen Machtwechsel verursacht haben, bei dem der rechtmäßige Thronfolger und Halbbruder von Inka Ruq'a, Quispe Yupanqui (Qispi Yupanki) ermordet wurde.
Bereits in der Regierungszeit von Inka Ruq'a gab es kriegerische Auseinandersetzungen mit den Chankas. Er dehnte den Herrschaftsbereich der Inkas auf Orte bis in 20 km Entfernung von der Hauptstadt Qusqu aus.
Inka Ruq'a heiratete Mama Micay, Tochter des Häuptlings der Huallacan (Yucay), die ihm den späteren Thronfolger Titu Cusi Huallpa (Titu Kusi Wallpa) gebar.